# Pierwsza gmina żydowska w Katowicach
Gmina Synagogalna w Katowicach – pierwsza wspólnota żydowska w mieście Katowice założona w 1866 roku.
Gmina została upamiętniona w Dolinie Zabitych Wspólnot w Jad Waszem w Jerozolimie.

## Historia

### Przed uzyskaniem praw miejskich
Pierwszym Żydem mieszkającym na obszarze dzisiejszych Katowic był karczmarz w Kuźnicy Boguckiej. Wzmianka o nim pochodzi z 1702 roku. Karczmarz ten opłacał podatek roczny w wysokości 150 florenów. W latach 40. XVIII w. mieszkało na terenie parafii w Bogucicach czterech wyznawców religii mojżeszowej. W 1792 roku na terenie parafii mieszkał żydowski arendarz Mojżesz z żoną i dziećmi. W 1825 roku w liczącej 800 mieszkańców wsi Katowice osiedliła się pierwsza rodzina żydowskiego hurtownika żelaza Hirschela Fröhlicha. Dzierżawił on teren dworski przy głównym placu, późniejszym rynku. W oficjalnym spisie ludności opublikowanym w 1825 roku przez Johana Georga Knie odnotowano osiedlenie się czterech Żydów.
Przed uzyskaniem praw miejskich społeczność żydowska zaczęła stopniowo się rozrastać. W 1844 roku odnotowano fakt zamieszkania 17 Żydów. W 1848 roku rodzina Isaaka Grätzera wybudowała w Katowicach hotel Welt, później Retzlaff przy głównym placu (w miejscu obecnego domu handlowego Zenit). Katowicka rodzina Goldsteinów inwestowała w handel drewnem, Fielderowie i Glaserowie wznieśli duży młyn zbożowy, Dawid Czwiklitzer otworzył w Katowicach fabrykę mydła, zaś Maks Kromołowski otwarł przedsiębiorstwo garbarskie.
W tym okresie katowiccy Żydzi należeli do synagogi w Mysłowicach, gdzie korzystano z mykwy oraz grzebano zmarłych na cmentarzu żydowskim. Od 1850 roku Żydzi gromadzili się na modlitwie w prywatnych domach lub wynajętych mieszkaniach w Katowicach (u Sommerów, Fröhlichów, Goldsteinów lub w hotelu De Prusse przy Friedrichsplatzu). W 1855 żyło w miejscowości 105 Żydów. W 1861 zakupiono teren pod budowę własnej bożnicy (teren u zbiegu dzisiejszych ulic 3 Maja i Słowackiego). Dom modlitwy powstał według projektu Ignatza Grünfelda, otwarto go 4 września 1862 roku.

### Po uzyskaniu praw miejskich
W 1865 miasto uzyskało prawa miejskie. Z dniem 1 stycznia 1866 roku Żydzi z Katowic, Katowickiej Hałdy i Brynowa, otrzymując zgodę władz państwowych, otwarli nową gminę żydowską. Społeczność żydowska stanowiła wówczas 12% mieszkańców miasta, licząc 573 osoby. W 1867 otwarto mykwę, w 1868 założono cmentarz przy ul. Kozielskiej. W 1871 dr Jacob Cohn wybrany został pierwszym rabinem. W 1872 założono Związek Górnośląskich Gmin Synagogalnych (niem. Verband der Oberschlesischen Synagogen-Gemeinden), do którego dołączyła gmina katowicka. W 1873 do gminy katowickiej przystąpili Żydzi z Bederowca, Wełnowca i Załęża. Stopniowo dołączyli Żydzi z innych podkatowickich osad. Po zniesieniu dekretu dyskryminującego z 1781 roku w Katowicach zaczęło osiedlać się coraz więcej Żydów. W latach 1880–1883 rozbudowano synagogę według projektu Carla Häuslera, otwierając ją ponownie 20 kwietnia 1883 roku. Istniały też grupy chasydów, modlące się w domach prywatnych.
Żydzi wywierali silny wpływ na życie młodego, rozwijającego się miasta. Byli wybierani do rady miejskiej, zatrudniani w magistracie. W 1884 w Katowicach odbyła się Konferencja Katowicka. Żydowski przedsiębiorca z Gliwic Oscar Caro zakupił w 1887 roku katowicką hutę „Baildon”, zlokalizowaną nad Rawą. Właścicielami kopalni Eminenz (później Gottwald) byli w tym okresie Friedlaender, żydowscy przedsiębiorcy z Gliwic.
Nowy wiek powitano otwarciem Wielkiej Synagogi wzniesionej według projektu Maxa Grünfelda. Pierwsze nabożeństwo odbyło się 12 września 1900 roku. W dniach 27–29 maja 1912 miała miejsce w Katowicach konferencja, podczas której powołano do istnienia Agudat Israel, międzynarodową polityczną organizację ortodoksji żydowskiej.

### W polskich Katowicach

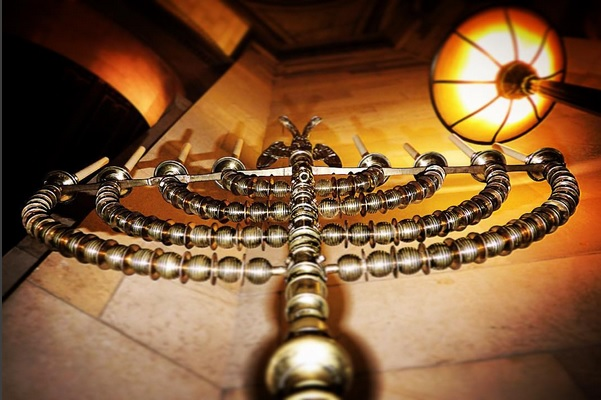
Menora z XIX wieku z katowickiej Synagogi Wielkiej, eksponowana w ratuszu w Los Angeles

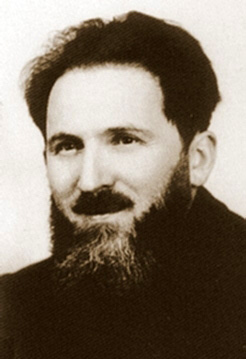
Ezechiel Lewin

Mimo korzystnych dla Niemców na terenie miasta wyników plebiscytu, Katowice zostały przyłączone do Polski. Gdy władze polskie przejęły miasto w 1922, większość żydowskich mieszkańców wyemigrowała do Niemiec. Podczas plebiscytu Żydzi głosowali za pozostawieniem Katowic po stronie niemieckiej. Na czele społeczności żydowskiej stał w okresie plebiscytowym Bruno Altman. Żydzi katowiccy osiedlali się przede wszystkim w Bytomiu i Wrocławiu.
Po 1922 roku zaczęli przybywać do Katowic Żydzi z Zagłębia Dąbrowskiego i dawnej Kongresówki. Przybysze byli niechętnie przyjmowani przez starych członków gminy. Uważano ich za element zacofany kulturowo. Obawiano się też wzrostu tendencji propolskich.
Katowickim rabinem był w latach 1924–1928 dr Ezechiel Lewin. Od 1928 funkcję rabina zaczął pełnić, nie mówiący po polsku Kalman Chamenides. Sytuacja wymusiła zatrudnienie drugiego rabina, pochodzącego z Galicji Mordechaja Vogelmana. Obaj angażowali się w życie społeczności żydowskiej, prowadzili projekty związane z edukacją i opieką społeczną. Gmina liczyła w 1931 roku 5716 członków. Więcej niż połowa wiernych pochodziła z terenów polskich. Po dojściu do władzy partii nazistowskiej w Niemczech w 1933, na polski Górny Śląsk zaczęli przybywać Żydzi niemieccy. Katowicka gmina przyłączyła się do zorganizowanej na ich rzecz kwesty, którą przeprowadzono 1-30 czerwca 1933 roku. W drugiej połowie lat 30. XX wieku następowało poważne rozwarstwienie w sensie ekonomicznym wśród członków gminy. Obok liczącej około 250 rodzin bogatej grupy przemysłowców i bankierów oraz 1000 rodzin grupy handlowców żyli ubodzy Żydzi tracący pracę w wyniku kryzysu gospodarczego. W 1936 otwarto żydowskie biuro pośrednictwa pracy. Organizowano darmowe dożywianie, wakacyjne wyjazdy dla ubogich dzieci. Gmina żydowska otwarła własną klinikę.
W Katowicach doszło w 1933 roku do antyżydowskich wystąpień. W 1936 pod wpływem artykułów prasowych domagano się zamknięcia koszernej jatki. Przed wybuchem II wojny światowej w Katowicach mieszkało 8587 Żydów, co stanowiło ok. 6,3% ludności. W mieście wydawano własną gazetę. Przy katowickiej gminie działała m.in. szkoła im. Berka Joselewicza.
Niemieckie wojsko zajęło Katowice 3 września 1939. Synagogę podpalono wieczorem 8 września. Katowiccy Żydzi zostali zmuszeni do przeniesienia się do Generalnego Gubernatorstwa. Część z nich trafiła do Sosnowca i Będzina. Siedzibę gminy przejęło Gestapo. Oficjalnie gmina żydowska przestała istnieć.

## Statystyki
Katowicka gmina żydowska najprężniej rozwijała się po uzyskaniu przez miasto praw miejskich:
- 1702 rok – 1 rodzina,
- 1733 rok – 1 rodzina,
- 1792 rok – 1 rodzina,
- 1825 rok – 4 Żydów,
- 1840 rok – 12 Żydów,
- 1844 rok – 17 Żydów,
- 1855 rok – 105 Żydów,
- 1865 rok – 573 Żydów,
- 1870 rok – 812 członków,
- 1895 rok – 1600 członków,
- 1899 rok – 2126 członków,
- 1910 rok – 2979 członków,
- 1931 rok – 5716 członków,
- 1932 rok – 9000 członków,
- 1939 rok – ok. 12 000 członków,
- koniec 1939 – ok. 900 Żydów.